# Мстьора
Мстьора (рос. Мстёра) — смт у В'язниківському районі Владимирської області Російської Федерації.
Входить до складу муніципального утворення селище Мстьора. Населення становить 4079 осіб (2018).

## Історія
Населений пункт розташований на землях фіно-угорського народу мещери.
Від 10 квітня 1929 року належить до В'язниковського району. Спочатку у складі Івановської промислової області, а від 1944 року — Владимирської області.
Згідно із законом від 16 травня 2005 року входить до складу муніципального утворення селище Мстьора.

## Населення
| 1859  | 1890  | 1897  | 1923  | 1926  | 1939  | 1959  |
| ----- | ----- | ----- | ----- | ----- | ----- | ----- |
| 2615  | ↗3185 | ↗4147 | ↘3390 | ↗4042 | ↗5229 | ↗6462 |
| 1970  | 1979  | 1989  | 2002  | 2009  | 2010  | 2011  |
| ↗6560 | ↗6783 | ↘6307 | ↘5598 | ↘4897 | ↘4859 | ↘4815 |
| 2012  | 2013  | 2014  | 2015  | 2016  | 2017  | 2018  |
| ↘4736 | ↘4622 | ↘4495 | ↘4370 | ↘4270 | ↘4153 | ↘4079 |